# Кравчук Володимир Ярославович
Володимир Ярославович Кравчук (нар. 10 листопада 1960, с. Добромірка, Тернопільська область — 7 червня 2025, м. Збараж, Тернопільська область) — український поет, журналіст, літературознавець, редактор. Член НСЖУ (1998), НСПУ (1999).

## Життєпис
Народився 10 листопада 1960 року в селі Добромірка, Збаразького району Тернопільської області, тоді УРСР.
Після закінчення школи навчався на лікувальному факультеті Кременецького медичного училища, яке закінчив у 1981 році.
У 1986 році брав участь у ліквідації наслідків аварії на Чорнобильській АЕС. У 90-х роках працював фельдшером невідкладної медичної допомоги в місті Тернопіль.
Служив в армії.
У 2002—2007 рр. навчався у Харківському міжнародному фінансово-економічному інституті (нині — Харківський інститут фінансів Київського національного торговельно-економічного університету).
Упорядкував та видав два випуски (2001, 2006) літературно-мистецького альманаху «Рушник» у місті Збараж. До цього видання ввійшли твори авторів — літстудійців однойменної літературно-мистецької студії, яка працює при Збаразькому районному будинку культури.
З грудня 2007 по березень 2009 року працював редактором Збаразької районної газети «Народне слово», а також помічником санітарного лікаря районної санепідемстанції (м. Збараж).
З квітня 2009 року — керівник літературно-мистецької студії «Рушник» при Збаразькому РБК.
Помер 7 червня 2025 року в Збаражі на Тернопільщині.

## Відзнаки
- лавреат всеукраїнської літературно-мистецької премії імені Братів Богдана та Левка Лепких (2022) — за активну літературну діяльність та книги останніх років «Визріла дорога» та «Часоплин»[2]
- лауреат літературної премії імені Іванни Блажкевич[3] (2000)
- лауреат літературної премії імені Володимира Вихруща (2001)
- дипломант італійського часопису «Нові дні» (2006)
- лауреат премії журналу «Літературний Тернопіль» (2010)

## Доробок
Друкувався в альманасі «Вітрила-80», колективному збірнику «Веселий ярмарок», у журналах «Дзвін» (раніше «Жовтень»), «Перець», «Малятко», «Тернопіль», «Вітчизна». Свої твори також публікував у часописах Латвії, Італії, США, Австралії. Більшість творів написана для дітей. Окремі з них брали участь у Міжнародному конкурсі талановитої молоді «Гранослов» у Києві.
Вірші Володимира Кравчука покладені на музику, яку написали Ю. Бірковий, В. Добровольський, Л. Панюс (м. Теребовля).
З 1998 року — член Національної спілки журналістів України, а з 1999 — Національної спілки письменників України.

### Видані твори
- «Зграя чорних лебедів» (Збараж, 1996)
- «Кладка через повінь» (Тернопіль, 1997)
- «Зіниці розплющених вікон» (Збараж, 2000)

- «Фата розлуки» (Збараж, 2005)
- «Спопеліле озеро» (Тернопіль, 2010)

#### Для дітей
- «Сніголом» (Тернопіль, 1990)
- «Казки Медоборів» (Збараж, 1993)
- «Як сніжок промок» (Збараж, 1995)
- «Ліниві чоботки» (Тернопіль, 2003)
- «Для дівчаток і хлоп'ят вузлик віршиків до свят» (2010)
- «Схудла баба Снігова» (Тернопіль, 2010)
- «Бігло садом віршеня» (Тернопіль, 2014)

#### Аудіоальбом
- «На цій землі» (у співавторстві, 2003)

#### Навчальний посібник
- «Патріотичні мотиви у творчості Яра Славутича» (Тернопіль, 1998)

#### Есей
- «Подорож в літературу» (Збараж, 1995)